# Youk et Yak
 (février 2025).
Motif : Absence de sources
- Archive Wikiwix
- Bing
- Cairn
- DuckDuckGo
- E. Universalis
- Gallica
- Google
- G. Books
- G. News
- G. Scholar
- Persée
- Qwant
- (zh) Baidu
- (ru) Yandex
- (wd) trouver des œuvres sur Wikidata

| 1. | Préciser le motif de la pose du bandeau. | Précisez le motif de la pose du bandeau en utilisant la syntaxe suivante : {{admissibilité à vérifier\|date=mars 2025\|motif=remplacez ce texte par le motif}}                   |
| 2. | Informer les utilisateurs concernés.     | Pensez à avertir le créateur de l'article, par exemple, en insérant le code ci-dessous sur sa page de discussion : {{subst:avertissement admissibilité à vérifier\|Youk et Yak}} |

Youk et Yak est une série de Bande dessinée franco-belge humoristique.
- Scénario : Paul Deliège à partir de 1968.

Titre de la série dans le Journal de Spirou.

- Dessins : Noël Bissot

Cette série est terminée.

## Synopsis
Youk et Yak sont deux chasseurs des régions polaires qui préfèrent les farces plutôt que la pêche.

## Personnages
- Youk et Yak, les deux farceurs de la tribu.
- Kapok, il veut prendre la place du chef de la tribu. Il est la victime préférée de Youk et Yak.
- Le chef, il ne comprend pas que c'est grâce à Youk et Yak qu'il est toujours en place.

## Albums
La série n'a jamais été publié en album.

## Publication
La série a été publiée dans le journal de Spirou entre 1961 et 1970 sous forme de mini-récit.